# Filip Bandžak
Filip Bandžak (Pardubice, 10 september 1983) is een Tsjechisch operazanger. Hij is bekend om zijn veelzijdigheid als bariton.

## Hoogtepunten
Hij begon zijn carrière in 1995, en voor het eerst de rol van Page der Herzogin speelde in de beroemde opera Rigoletto van Verdi in het Nationale Theater van Praag.
Hij won de eerste Europese koorwedstrijd in Tolosa, Spanje in 1998. 
Hij won een speciale prijs voor de Chinese Internationale zangwedstrijd in Ningbo in 2008.
Hij was een laureaat van de Maria Callas Internationale zangwedstrijd in Athene in 2009. 
Hij trad op in een aantal landen: Oostenrijk, Italië, Polen, Hongarije, Duitsland, Oekraïne, Kazachstan, Maleisië, Singapore, China en Canada. 
De Europese prijs voor de artistieke en culturele activiteiten (Golden Europea) van de Europese Unie werd in 2014 aan Bhandžak toegekend.

## Repertoire
| Titel                   | Componist    | Rol                                               | Debuutdatum |
| ----------------------- | ------------ | ------------------------------------------------- | ----------- |
| Jevgeni Onegin          | Tsjaikovski  | Jevgeni Onegin                                    |             |
| Schoppenvrouw           | Tsjaikovski  | Vorst Jeletzky                                    |             |
| Carmen                  | Bizet        | Moralés                                           | 2012        |
| Iolanta                 | Tsjaikovski  | Robert, hertog van Bourgondië                     |             |
| Il barbiere di Siviglia | G. Rossini   | Figaro                                            | 2014        |
| L'elisir d'amore        | Donizetti    | Belcore                                           | 2010        |
| Lucia di Lammermoor     | Donizetti    | Enrico Ashton, Lord van Lammermoor, Lucia's broer |             |
| La bohème               | Puccini      | Marcello                                          |             |
| Faust                   | Gounod       | Valentin                                          |             |
| Don Quichott            | Massenet     | Sancho Panza                                      |             |
| Pagliacci               | Leoncavallo  | Silvio een jonge boer                             |             |
| Aleko                   | Rachmaninov  | Aleko                                             |             |
| Boris Godoenov          | Moessorgskie | Andrey Shchelkalov                                |             |
| De vrolijke weduwe      | Lehár        | Graaf Danilo Danilowitsch                         |             |
| Cantata Profana         | Bartók       |                                                   |             |
| Carmina Burana          | Orff         |                                                   |             |